# Fundulopanchax
Fundulopanchax es un género de peces de agua dulce de la familia notobránquidos en el orden de los ciprinodontiformes, que se distribuyen por ríos de gran parte de la vertiente oeste de África, desde Guinea hasta Angola.

## Hábitat
Viven en ríos y arroyos de la sabana boscosa y en cursos de agua de la selva tropical del oeste africano.

## Especies
Se conocen unas 29 especies válidas en este género:
- Fundulopanchax amieti (Radda, 1976)
- Fundulopanchax arnoldi (Boulenger, 1908)
- Fundulopanchax avichang Malumbres y Castelo, 2001
- Fundulopanchax cinnamomeus (Clausen, 1963)
- Fundulopanchax clauseni (Scheel, 1975)
- Fundulopanchax deltaensis (Radda, 1976)
- Fundulopanchax fallax (Ahl, 1935)
- Fundulopanchax filamentosus Meinken, 1933
- Fundulopanchax gardneri (Boulenger, 1911)
- Fundulopanchax gresensi Berkenkamp, 2003
- Fundulopanchax gularis (Boulenger, 1902)
- Fundulopanchax intermittens (Radda, 1974)
- Fundulopanchax kamdemi Akum, Sonnenberg, Van der Zee y Wildekamp, 2007
- Fundulopanchax lacustris (Langton, 1974)
- Fundulopanchax mamfensis (Radda, 1974)
- Fundulopanchax marmoratus (Radda, 1973)
- Fundulopanchax mirabilis (Radda, 1970)
- Fundulopanchax moensis (Radda, 1970)
- Fundulopanchax ndianus (Scheel, 1968)
- Fundulopanchax oeseri (Schmidt, 1928)
- Fundulopanchax powelli Van der Zee y Wildekamp, 1994
- Fundulopanchax puerzli (Radda y Scheel, 1974)
- Fundulopanchax robertsoni (Radda y Scheel, 1974)
- Fundulopanchax rubrolabialis (Radda, 1973)
- Fundulopanchax scheeli (Radda, 1970)
- Fundulopanchax sjostedti (Lönnberg, 1895)
- Fundulopanchax spoorenbergi (Berkenkamp, 1976)
- Fundulopanchax traudeae (Radda, 1971)
- Fundulopanchax walkeri (Boulenger, 1911)